# Драгоманско блато
Драгоманско блато је крашка мочвара у западном делу Софијске долине, 1,5 км источно од града Драгомана (у правцу села Golemo Malovo) и 38 км од Софије. Налази се на 704 метара надморске висине. 
Мочвара се налази у пространој долини окруженој кречњачким стенама на јужним падинама кречњачке планине Чепан. Она се простире на површини од око 350 хектара, покривајући око 2,5 км од запада према истоку и 1,5 км од севера ка југу. У прошлости је достизала 400-450 ха површине, али данас је смањена као резултат непрофитног одводњавања.
Она је проглашена за резерват природе, као део Значајног Станишта Птица „Рајановске мочваре“.
Мочвара се налази на путу птица селица, Via Aristotelis, оне се заустављају у богатој мочварној вегетацији током миграција, како би се одмориле пре наставка лета.

## Флора и фауна
У области мочваре и планине Чепан може се наћи 140 биљних врста, укључујући Кошутицу Fritillaria meleagris, Љубичицу Viola pumila и Урумовску лалуTulipa urumoffi.
Пронађено је: једна врста рибе, 7 врста водоземаца, 10 врста гмизаваца, 180 врста птица и 16 врста сисара.
Разноликост птица обухвата врсте као што су Велики букавац (Botaurus stellaris), Мали букавац, Орао рибар (Pandion haliaetus), Црвена чапља (Ardea purpurea), Орао змијар (Circaetus gallicus), Сиви соко (Falco peregrinus), Обична ветрушка (Falco tinnuculus), Риђи мишар (Buteo rufinus), Црна рода (Ciconia nigra), Патка њорка (Aythya nyroca), Бела рода (Ciconia ciconia), Властелица (Himantopus himantopus), Обични гавран (Corvus corax), Звиждара (Anas penelope) и многе друге.

## Екотуризам
Инфраструктура екотуризма је неразвијена.
Планинарске стазе немају обележене руте. Захваљујући волонтерима Друштва за очување живог света Балкана изграђен је пешачки мост који води ка осматрачници за посматрање птица које живе у мочвари.
Птице се могу посматрати и фотографисати са великим успехом.

## Резерват корњача
У близини мочваре налази се Центар за размножавање сувоземних корњача, значајан због очувања природног и културног наследства у Бугарској.

## Галерија птица
- Велики букавац
- Орао рибар
- Црвена чапља
- Орао змијар
- Сиви соко
- Риђи мишар
- Црна рода
- Патка њорка
- Властелица
- Гавран
- Бела рода
- Звиждара

## Галерија природе
- Осматрачница
- Канал
- Барски пуж